# ديفيد ليون
ديفيد ليون (بالإنجليزية: David Leon)‏ (28 سبتمبر 1987 في الولايات المتحدة - ) هو لاعب كرة قدم أمريكي في مركز الوسط. لعب مع بيتسبورغ ريفرهوندز.

## وصلات خارجية
- ديفيد ليون على موقع قاعدة بيانات كرة القدم.إي يو (الإنجليزية)